# 王三欣
王三欣（1924年—1987年），男，直隶（今河北）束鹿人，中国战史专家，曾任国防大学科学研究部副部长，第四届全国人大代表。